# Antonino Ferro
Antonino Ferro, né le 2 mars 1947, est un pédopsychiatre et psychanalyste italien.

## Biographie
Il est membre de la Société psychanalytique italienne dont il est président en 2013-2017, et de l'Association psychanalytique internationale (API). Il exerce à Pavie. Il est spécialisé dans la psychanalyse d'enfants.

## Distinctions
- 2007 : Sigourney Award[2].

## Publications
- L'Enfant et le psychanalyste, Erès, 1997   (ISBN 9782749211831)
- La Psychanalyse comme œuvre ouverte, Erès, 2000[3]
- Facteurs de maladie, facteurs de guérison, In Press, 2004  (ISBN 978-2848350622)
- La Psychanalyse comme littérature et thérapie, Erès, 2005  (ISBN 9782749204888)
- « Implications cliniques de la pensée de Bion », in Florence Guignard & Thierry Bokanowski, Actualité de la pensée de Bion, p. 27-43, Paris, In Press, 2007
- Psychanalystes en supervision, Erès, coll. « Transition », préface de Daniel Widlöcher, 2009  (ISBN 978-2749209906)[4]
- Rêveries, Ithaque, 2012  (ISBN 978-2916120348)
- Éviter les émotions, vivre les émotions, Ithaque, 2014  (ISBN 978-2916120485)[5]
- Le Champ analytique. Un concept clinique, avec Roberto Basile, Ithaque, 2015  (ISBN 978-2916120492)[6]
- Les Viscères de l’âme. Alphabet des émotions et narrativité ? Trad. fr. Francesca Caiazzo, Ithaque, 2019  (ISBN 978-2-490350-02-5).
- [entretiens] Antonino Ferro et Luca Nicoli (trad. de l'italien par Maggiorino Genta), Pensées d’un psychanalyste irrévérencieux, Paris, Ithaque, 2020, 208 p. (ISBN 978-2-490350-06-3).